# Angioma
Els angiomes són tumors benignes derivats de cèl·lules de les parets vasculars o limfàtiques (endoteli) o derivades de cèl·lules dels teixits que envolten aquests vasos.
Els angiomes són freqüents amb l'edat dels pacients, però poden ser un indicador de problemes sistèmics com la malaltia hepàtica. No solen estar associades a càncer.

## Signes i símptomes

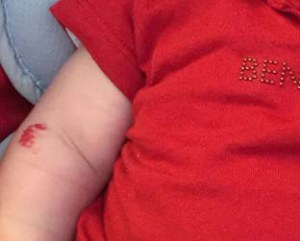
Un hemangioma infantil, també anomenat angioma de maduixa, al braç d'un nen

Els angiomes solen aparèixer a la superfície de la pell o a prop de qualsevol lloc del cos i poden considerar-se molestes segons la seva ubicació. Tot i això, poden estar presents com a símptomes d'un altre trastorn més greu, com la cirrosi. Quan es treuen, sol ser per motius cosmètics.

## Tipus
- Hemangiomes
  - Capil·lar: hemangioma de cirera, hemangioma infantil
  - Cavernós
  - Granuloma piogènic
- Limfangiomes
  - Capil·lar (senzill)
  - Cavernós (quístic)
- Tumor glòmic
- Ectàsies vasculars
  - Naevus flammeus
  - Telangièctasi: aranya, hemorragia hereditària
- Proliferacions vasculars reactives
  - Angiomatosi bacil·lar